# Constantijn V Kopronymos
Constantijn V (Grieks: Κωνσταντίνος Ε΄, Kōnstantinos V) (718 - 14 september 775), bijgenaamd Kopronymos (wat drek betekent), volgde zijn vader, Leo III, op als keizer van Byzantium (741-775).

## Troonwissel
Terwijl Constantijn een veldtocht tegen de Omajjaden hield, riep zijn zwager Artabasdos zichzelf tot keizer uit. Artabasdos herstelde de iconenverering in Constantinopel. Zelfs paus Zacharias erkende hem. Met hulp uit de oostelijke provincie ('thema') Anatolikon wist Constantijn in 743 echter de hoofdstad terug te veroveren. Hij nam flink wraak op de opstandige iconenvereerders. Patriarch Anastasius werd op een ezel gezet en het Hippodroom rondgevoerd, maar na deze openlijke vernedering mocht hij wel patriarch blijven.

## Huwelijk
Tussen 722 en 737 brak er een oorlog uit tussen de Arabieren en de Khazaren in verband met de Kaukasus. Leo III van Byzantium maakte van deze situatie gebruik om zijn zoon Constantijn uit te huwelijken aan de dochter van de Khan: Tzitzak (733).

## Iconoclasme
Constantijn bleek een nog feller iconoclast te zijn dan zijn vader. In 754 hield hij een concilie in Hieria.

## Oorlogen

### Tegen de Arabieren
De Arabieren profiteerden van de troonstrijd en vielen het Byzantijnse Rijk aan (741-743). Ze moesten hun strijd staken omdat ze zelf in een burgeroorlog verwikkeld raakten, namelijk de Derde Fitna (743-750), die zou leiden tot de val van de Omajjaden en de opkomst (750-754) van de Abbassiden. Constantijn profiteerde ervan om een deel van zijn rijk te heroveren.

### Verlies van het exarchaat Ravenna
Het conflict over het iconoclasme zette de christelijke wereld lijnrecht tegenover elkaar. De laatste exarch van Ravenna, Eutychius (727-751), werd aan zijn lot overgelaten. Liutprand van de Longobarden maakte van de chaos en de zwakte van de exarch gebruik om in 737 Ravenna in te nemen. Na onderhandelingen en druk kreeg Eutychius zijn plaats terug, maar werd uiteindelijk in 751 vermoord, zodat het exarchaat Ravenna ophield te bestaan: Byzantium had enkel nog het katapanaat Italië.

### Tegen de Bulgaren
Rond 755 keerde er rust in het kalifaat der Abbasiden en was er van terreinwinst in het Oosten geen sprake meer. Van 755 tot 775 was er voortdurend oorlog met hun Noorderburen: de Bulgaren. In 763 zond hij een vloot met cavalerie naar de monding van de Donau en stuurde over land zijn leger naar het noorden. De Bulgaren werden zo in de tang genomen en vernietigend verslagen. Toch werd Bulgarije in 770 onder Telerig opnieuw een probleem, maar in 773 werd deze ook omsingeld en gedwongen vrede te sluiten.

## Dood en opvolging
In 775 stierf Constantijn gedurende alweer een veldtocht tegen de Bulgaren, en liet zijn zoon Leo IV het rijk na. Constantijn had wel bereikt dat Bulgarije nu aanzienlijk verzwakt was.